# Gardner Read
Gardner Read   (Evanston, 2 de gener de 1913 - Massachusetts, 10 de novembre de 2005) va ser un compositor i erudit musical estatunidenc.
Els seus primers estudis musicals van ser en piano i orgue, i també va prendre lliçons de contrapunt i composició a l'Escola de Música de la Universitat del Nord-Oest. El 1932 va rebre una beca de quatre anys a l'Escola de Música Eastman (BM i MM), on va estudiar amb Bernard Rogers i Howard Hanson. A finals dels anys trenta va estudiar breument amb Ildebrando Pizzetti, Jean Sibelius i Aaron Copland.
Després de dirigir els departaments de composició del "St. Louis Institute of Music", el Conservatori de Música de Kansas City i el "Cleveland Institute of Music", Read es va convertir en compositor en residència i professor de composició a l'Escola de Música de la Universitat de Boston. Va romandre en aquest càrrec fins a la seva jubilació el 1978.
La seva "Simfonia núm. 1, op. 30" (1937, estrenada per Sir John Barbirolli) va obtenir el primer premi al Concurs de compositors estatunidencs de la "New York Philharmonic -Symphony Society", mentre que la seva segona simfonia (op. 45, 1943) va obtenir el primer premi al Concurs del Fons Paderewski. Un altre primer premi va aparèixer a l'Associació Nacional de Professors del Cant de l'Art de la cançó, guanyada per la seva "Nocturnal Visions", op. 145. Va escriure una òpera, Villon, el 1967.
El seu llibre Music Notation: A Manual of Modern Practice (1969/1979) va intentar catalogar el paisatge de notació que canvia ràpidament per a la música d'art contemporània occidental.